# Gierisoajvve naturreservat
Gierisoajvve naturreservat är ett naturreservat i Gällivare kommun i Norrbottens län.
Området är naturskyddat sedan 2023 och är 395 hektar stort. Reservatet ligger nordost om Pålkem med sydspetsen där Solälvens vatten möter Livasälven och består av tallhedar, blandskogar, granurskog och sumpskogar.